# Luke Campbell (bokser)
Luke Campbell (Kingston upon Hull, 27 september 1987) is een Brits politicus en voormalig Brits bokser. Hij werd olympisch kampioen in de bantamgewichtklasse op de Olympische Spelen van 2012. Ook won hij zilver op het wereldkampioenschap boksen in 2011.
Zijn laatste professionele gevecht ging om de vacante interim WBC-titel in 2021. Hij verloor dit gevecht van Ryan Garcia.
Op 27 februari 2025 maakte hij bekend zich te hebben aangesloten bij Reform UK en zich kandidaat te hebben gesteld voor de burgemeestersverkiezingen van Hull en East Yorkshire in 2025. Op 2 mei 2025 werd hij tot winnaar uitgeroepen en werd beëdigd op 6 mei als de eerste burgemeester van Hull en East Yorkshire.

## Erelijst

### Olympische Spelen
- 2012 in Londen, Verenigd Koninkrijk (−56 kg)

### Wereldkampioenschappen
- 2011 in Bakoe, Azerbeidzjan (−56 kg)

### Europese kampioenschappen
- 2008 in Liverpool, Verenigd Koninkrijk (–54 kg)

1904: Oliver Kirk ·
1908: Henry Thomas ·
1920: Clarence Walker ·
1924: William Smith ·
1928: Vittorio Tamagnini ·
1932: Horace Gwynne ·
1936: Ulderico Sergo ·
1948: Tibor Csík ·
1952: Pentti Hämäläinen ·
1956: Wolfgang Behrendt ·
1960: Oleg Grigorjev ·
1964: Takao Sakurai ·
1968: Valerian Sokolov ·
1972: Orlando Martínez ·
1976: Gu Yong-Ju ·
1980: Juan Bautista Hernández Pérez ·
1984: Maurizio Stecca ·
1988: Kennedy McKinney ·
1992: Joel Casamayor Johnson ·
1996: István Kovács ·
2000: Guillermo Rigondeaux ·
2004: Guillermo Rigondeaux ·
2008: Enkhbatyn Badar-Uugan ·
2012: Luke Campbell ·
2016: Robeisy Ramírez